# Homolobus rufithorax
Homolobus rufithorax är en stekelart som först beskrevs av Granger 1949.  Homolobus rufithorax ingår i släktet Homolobus och familjen bracksteklar. Inga underarter finns listade i Catalogue of Life.